# Dmytro Bahinskyj
Dmytro Bahinskyj (ukrainisch Дмитро Багінський; * 8. Dezember 2003) ist ein ukrainischer Hürdenläufer, der sich auf die 110-Meter-Distanz spezialisiert hat.

## Sportliche Laufbahn
Erste internationale Erfahrungen sammelte Dmytro Bahinskyj im Jahr 2024, als er bei den Balkan-Hallenmeisterschaften in Istanbul in 8,02 s den dritten Platz im B-Lauf über 60 m Hürden belegte. Im Jahr darauf schied er bei den Balkan-Hallenmeisterschaften in Belgrad mit 8,09 s in der Vorrunde im 60-Meter-Hürdenlauf aus und wurde bei der 1. Liga der Team-Europameisterschaft in Madrid in 13,85 s Zweiter im B-Lauf über 110 m Hürden. Anschließend schied er bei den U23-Europameisterschaften in Bergen mit 13,90 s im Halbfinale über 110 m Hürden aus, ehe er bei den Balkan-Meisterschaften in Volos in 13,64 s die Goldmedaille gewann.
2025 wurde Bachinskyj ukrainischer Meister im 110-Meter-Hürdenlauf sowie Hallenmeister über 60 m Hürden.

## Persönliche Bestzeiten
- 110 m Hürden: 13,64 s (−2,4 m/s), 27. Juli 2025 in Volos
  - 60 m Hürden (Halle): 7,85 s, 25. Januar 2025 in Kiew